# Old Romney
 (juin 2018).
Si vous disposez d'ouvrages ou d'articles de référence ou si vous connaissez des sites web de qualité traitant du thème abordé ici, merci de compléter l'article en donnant les références utiles à sa vérifiabilité et en les liant à la section « Notes et références ».
Old Romney est une localité du Royaume-Uni située dans le comté du Kent, district de Folkestone and Hythe.

## Culture locale et patrimoine

### Lieux et monuments
- L'église Saint-Clément ;
- Le manoir d'Agney.

### Personnalités liées à la localité
- Sarah Churchill (1660-1744) : duchesse de Marlborough, jadis propriétaire du manoir d'Agney ;
- Derek Jarman (1932-1994) : réalisateur, scénariste, acteur, directeur de la photographie et monteur britannique, enterré dans le cimetière de l'église Saint-Clément.